# Ghrelin
Ghrelin (z ghre znamenající „růst“, „hormon hladu“) je hormon zodpovědný za apetit. Odštěpuje se z proghrelinu (117 aminokyselin). Skládá se z 28 aminokyselinových zbytků a vytváří jej především enteroendokrinní buňky žaludeční a střevní sliznice. Má také vliv na růst organismu, protože stimuluje pocit hladu právě prostřednictvím vylučováním růstového hormonu. Ghrelin, který cirkuluje v krvi, se dostává mimo jiné do hipokampu, tam se váže na nervové buňky a následně podporuje jejich vzájemné propojování. Nejvyšší hladiny ghrelinu jsou právě tehdy, když je vyprázdněný žaludek. Opačné účinky má obestatin, který naopak pocit hladu potlačuje.